# Józef Biss
Józef Biss ps. „Wacław” (ur. 24 lipca 1913 we Lwowie, zm. 30 września 1977 w Opolu) – polski oficer, porucznik, dowódca oddziału partyzanckiego AK OP-26.

## Życiorys
Przed II wojną światową ukończył Szkołę Podchorążych Piechoty w 11 Karpackiej Dywizji Piechoty, służbę wojskową kontynuował następnie w 49 Huculskim Pułku Strzelców.
W okresie wojny obronnej Polski 1 września 1939 w randze ppor. otrzymał przydział do 53 Pułku Strzelców Kresowych, w składzie 11 Karpackiej DP w Armii Karpaty, dowodzonej przez płk. Bronisława Prugara-Ketlinga. Jego jednostka broniła pozycji nad rzekami Wisłoka i Wisłok, jako jedna z ostatnich na tych terenach. Pozycje te w następnych dniach zostały zajęte przez jednostki niemieckie oraz nacierające z południa formacje słowackie i ukraińskie sprzymierzone z Niemcami.
Podczas przebijania się zgrupowania pod dowództwem gen. Kazimierza Sosnkowskiego z Przemyśla do Lwowa w dniu 14 września pułk, w którym służył Józef Biss w brawurowej akcji nocnej opodal Sądowej Wiszni zaatakował tylko przy użyciu bagnetów doborowy niemiecki pułk zmotoryzowany Waffen-SS SS-Standarte „Germania” (jeden z trzech pułków Waffen-SS w r. 1939 – obok SS-Leibstandarte Adolf Hitler i SS-Standarte Totenkopf) – tak skutecznie, że cała jednostka przestała istnieć w niecałe pół godziny. Po tym nocnym ataku Józef Biss został przedstawiony do odznaczenia oraz awansował na dowódcę kompanii. Pojmany do niemieckiej niewoli pod Lwowem, zbiegł z obozu.
Od listopada 1940 w ZWZ następnie żołnierz AK. Od 1944 roku komendant VI rejonu AK Janów Lubelski, następnie dowódca 1 kompanii 26 pp AK w Siemianówce pod Lwowem. W okresie Akcji Burza, z braku możliwości dotarcia do walczącej Warszawy, wycofał się na Rzeszowszczyznę, gdzie podjął dalszą walkę z okupantem jako dowódca kompanii AK o kryptonimie OP-26 Zgrupowania Warta.
Do 19 stycznia 1945 dowodzone przez niego oddziały broniły polskiej ludności przed atakami UPA w miejscowościach Żołynia, Kraczkowa, Dylągowa, Sielnica, Dynów, Tarnawka. 3 marca 1945 oddział Bissa popełnił zbrodnię w Pawłokomie. Sąd nie stwierdził jednak dokonywania przez por. Józefa Bissa jakichkolwiek mordów – czy to na Ukraińcach, czy na milicjantach, działaczach komunistycznych lub żołnierzach.
Udowodnił mu tylko obecność na miejscu zbrodni, nie zaś kierowanie akcją czy popełnienie zbrodni.
29 maja 1945 w rejonie wsi Żołynia został aresztowany przez oddziały NKWD. 4 września 1945 po ciężkim i brutalnym śledztwie został skazany przez Wojskowy Sąd Rejonowy na karę 2 lat więzienia i 3 lat pozbawienia praw publicznych. W dniu 2 października 1945 sąd wojskowy podwyższył wyrok, skazując go na karę 7 lat więzienia. W sentencji wyroku podano, że „jako dowódca terrorystycznej bandy posiadał nielegalnie pistolet, uchylał się od służby wojskowej, posługiwał się fałszywymi dokumentami i składał fałszywe zeznania”.
Po opuszczeniu więzienia po trzech latach, został ponownie aresztowany „za przynależność do bandy Edwarda Cieśli” działającej na Opolszczyźnie. Po kolejnym procesie został skazany w 1951 na 8 lat więzienia. Wyrok odbywał w ciężkim więzieniu w Strzelcach Opolskich.
Po wyjściu z więzienia w 1955 pozostał w Opolu. 30 września 1977 zmarł w Opolu.
W 1991 Sąd Wojewódzki w Rzeszowie unieważnił postanowienia Wojskowej Prokuratury Rejonowej. 29 września 1992 ostateczny wyrok Sądu Wojewódzkiego w Rzeszowie stwierdził nieważność wszystkich wcześniejszych orzeczeń sądowych i wypłacił rodzinie odszkodowanie.